# Rijksmuseum
Rijksmuseum (hol. Muzeum Państwowe) – holenderskie muzeum narodowe w Amsterdamie na Museumplein; jedna z głównych atrakcji turystycznych tego miasta.
Wśród zbiorów Rijksmuseum znajdują się nie tylko cenne dzieła malarskie, lecz także grafika, rzeźba, sztuka użytkowa i rękodzieło. Kolekcja malarstwa to około 6 tysięcy obrazów reprezentujących malarstwo holenderskie i światowe XV-XIX wieku, zawierająca dzieła takich malarzy jak: Jacob van Ruisdael, Frans Hals, Johannes Vermeer, Rembrandt i uczniów Rembrandta. Ważna jest także kolekcja sztuki azjatyckiej.
Muzeum, pod nazwą Nationale Kunst-Gallerij, powstało w 1800 w Hadze, a w 1808 zostało przeniesione do Amsterdamu. Dokonał tego król Ludwik Napoleon, brat Napoleona Bonapartego. Obrazy takie jak np. Wymarsz strzelców Rembrandta, które były własnością miasta, weszły w skład kolekcji muzeum (obraz ten znajduje się w osobnej sali od roku 1906).
W 1885 muzeum przeniesiono do obecnej siedziby, wybudowanej przez holenderskiego architekta Pierre'a Cuypersa, która łączyła elementy architektury gotyckiej i renesansowej. Muzeum zajmuje główne miejsce na Museumplein w pobliżu Muzeum Vincenta van Gogha i Stedelijk Museum.

## Niektóre obrazy z kolekcji Rijksmuseum

### Rembrandt van Rijn

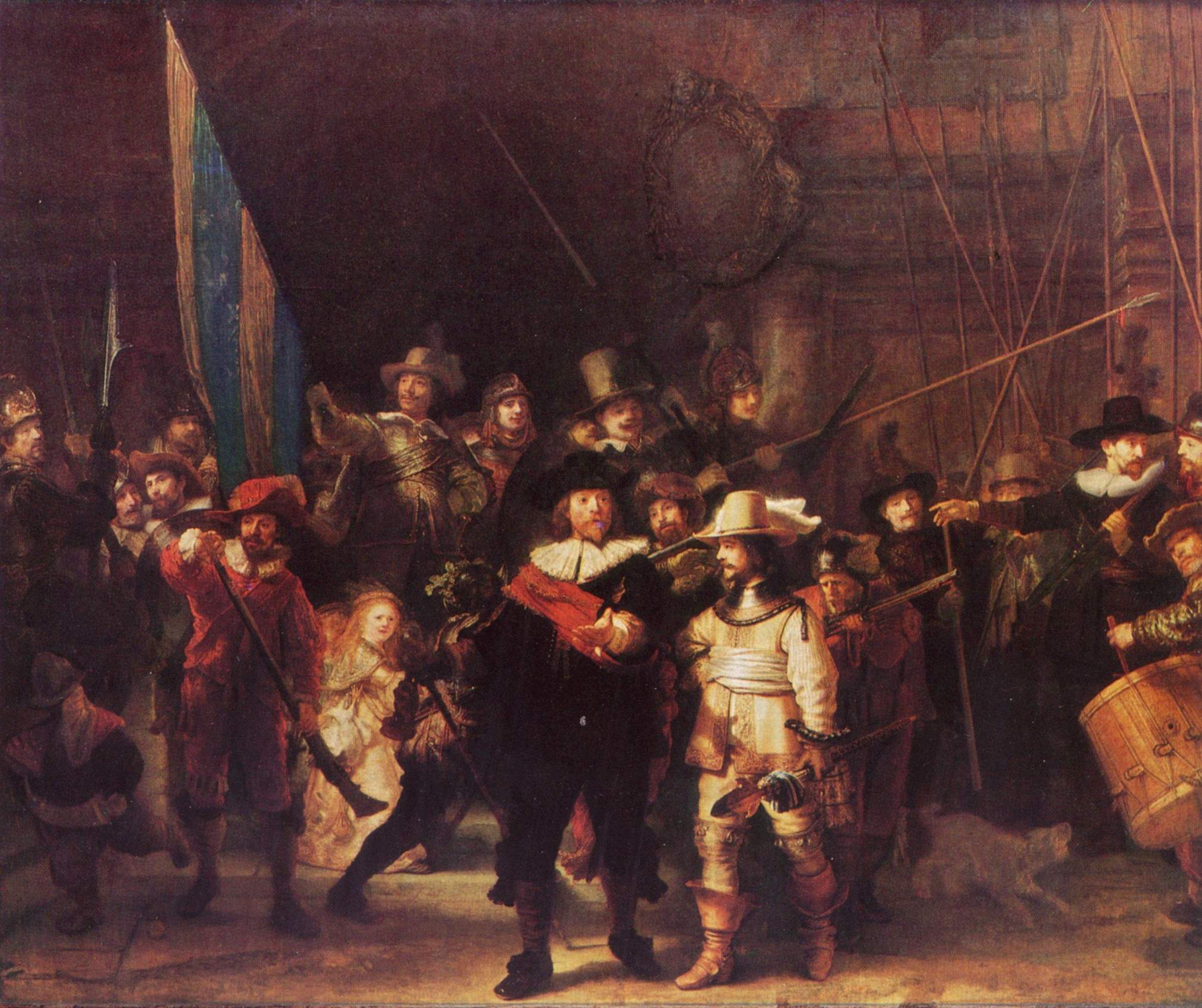
Wymarsz strzelców (Straż nocna lub Kompania Fransa Banninga Cocqa i Willema van Ruytenburcha)
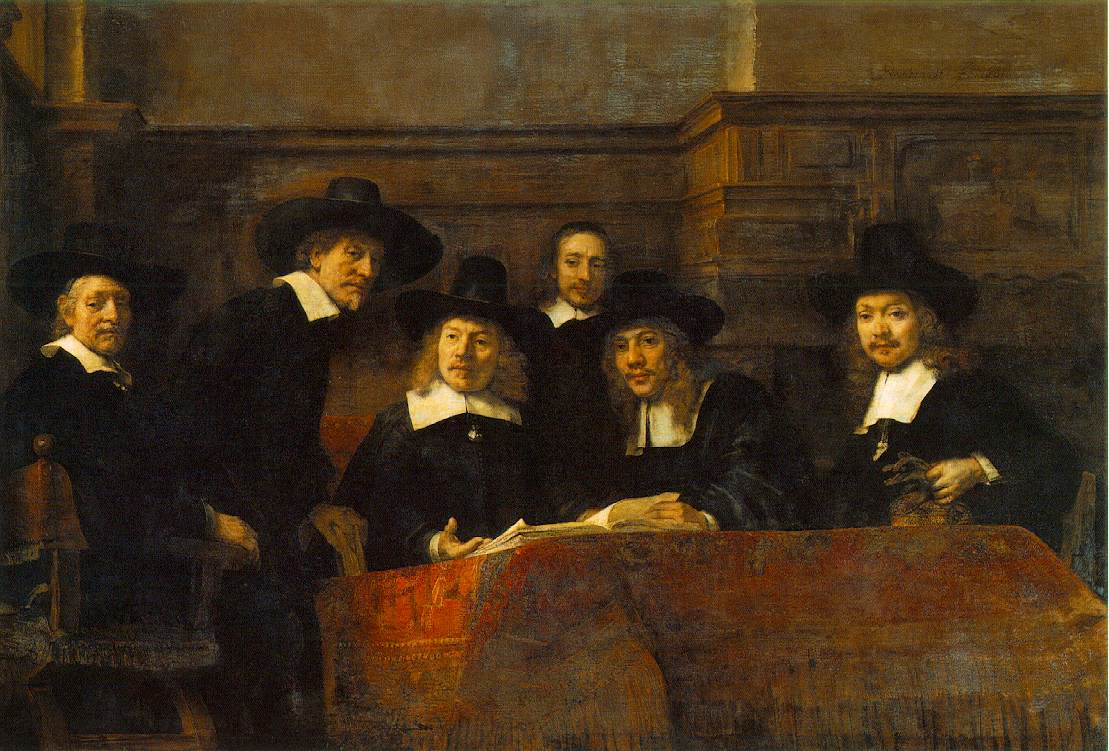
Syndycy cechu sukienników
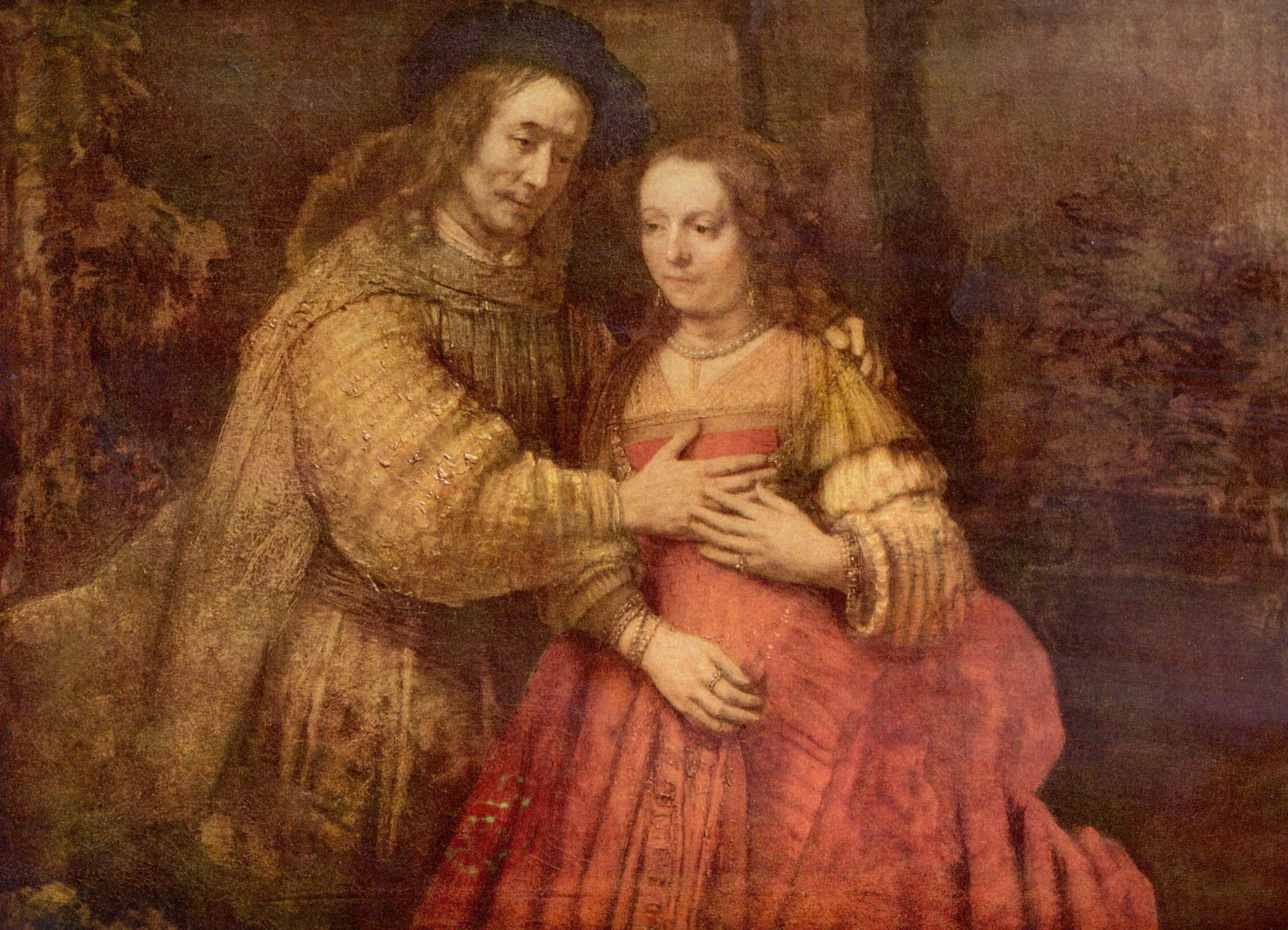
Żydowska narzeczona (ok. 1665)
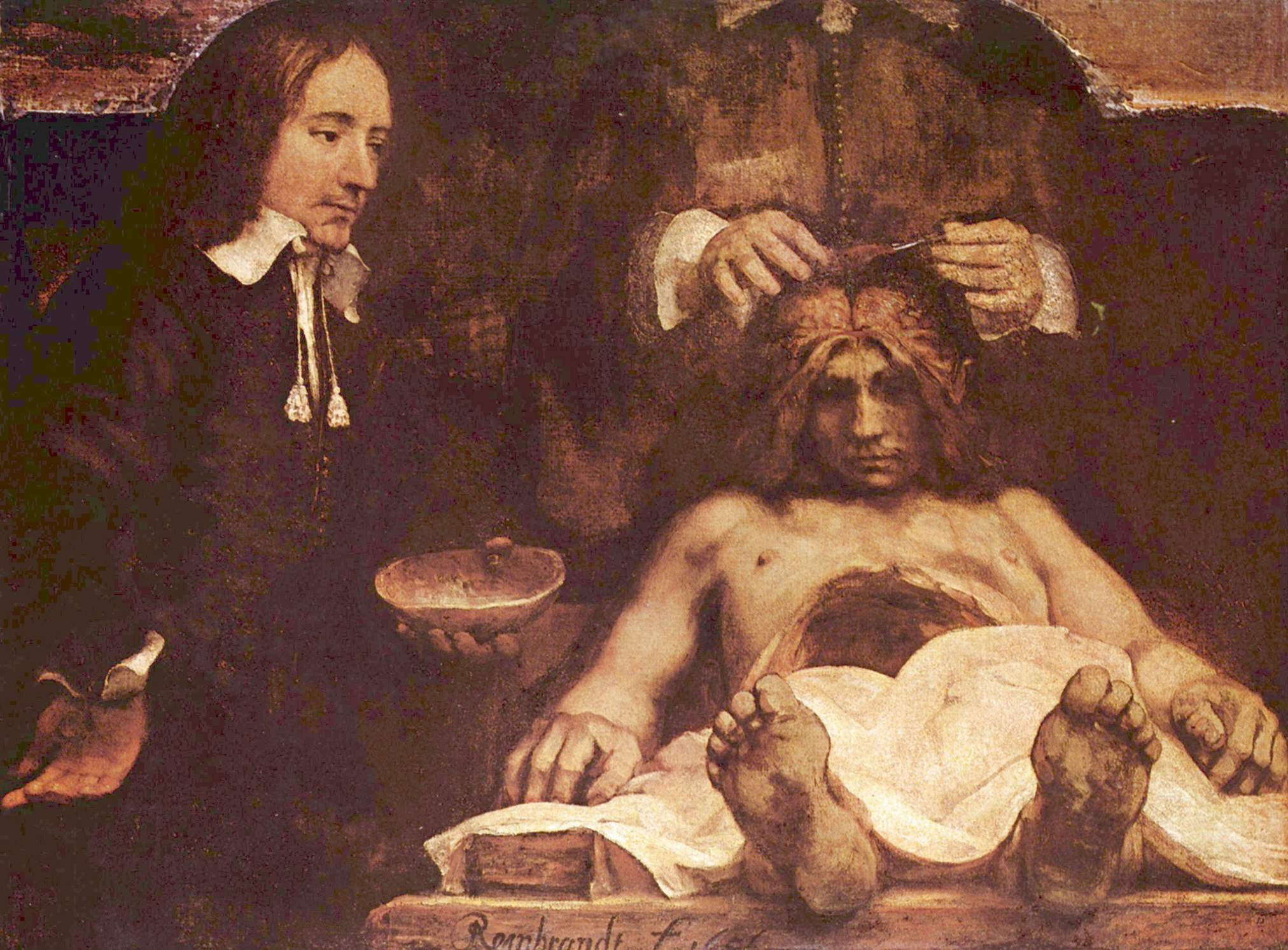
Lekcja anatomii Doktora Deymana
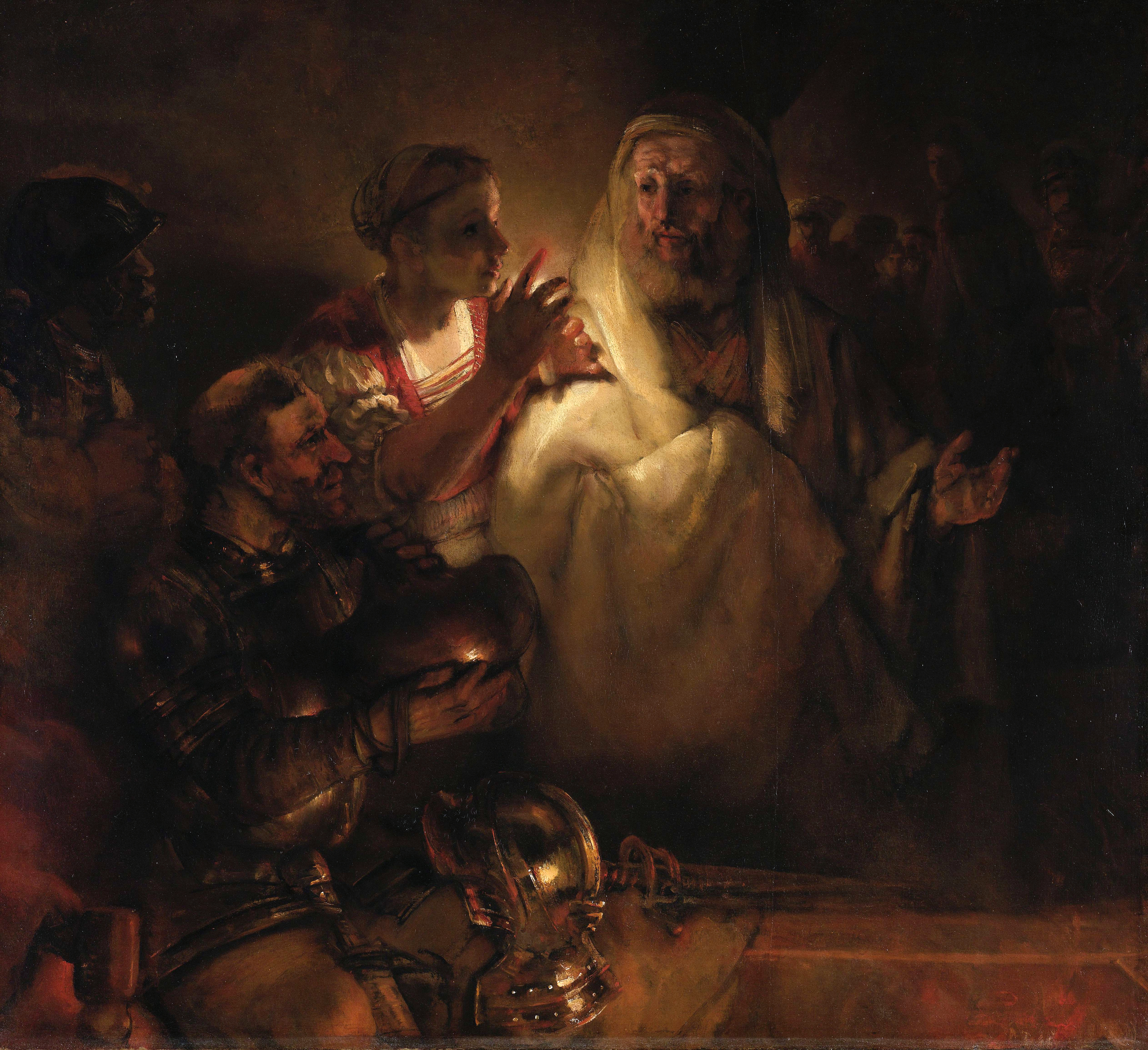
Zaparcie się św. Piotra
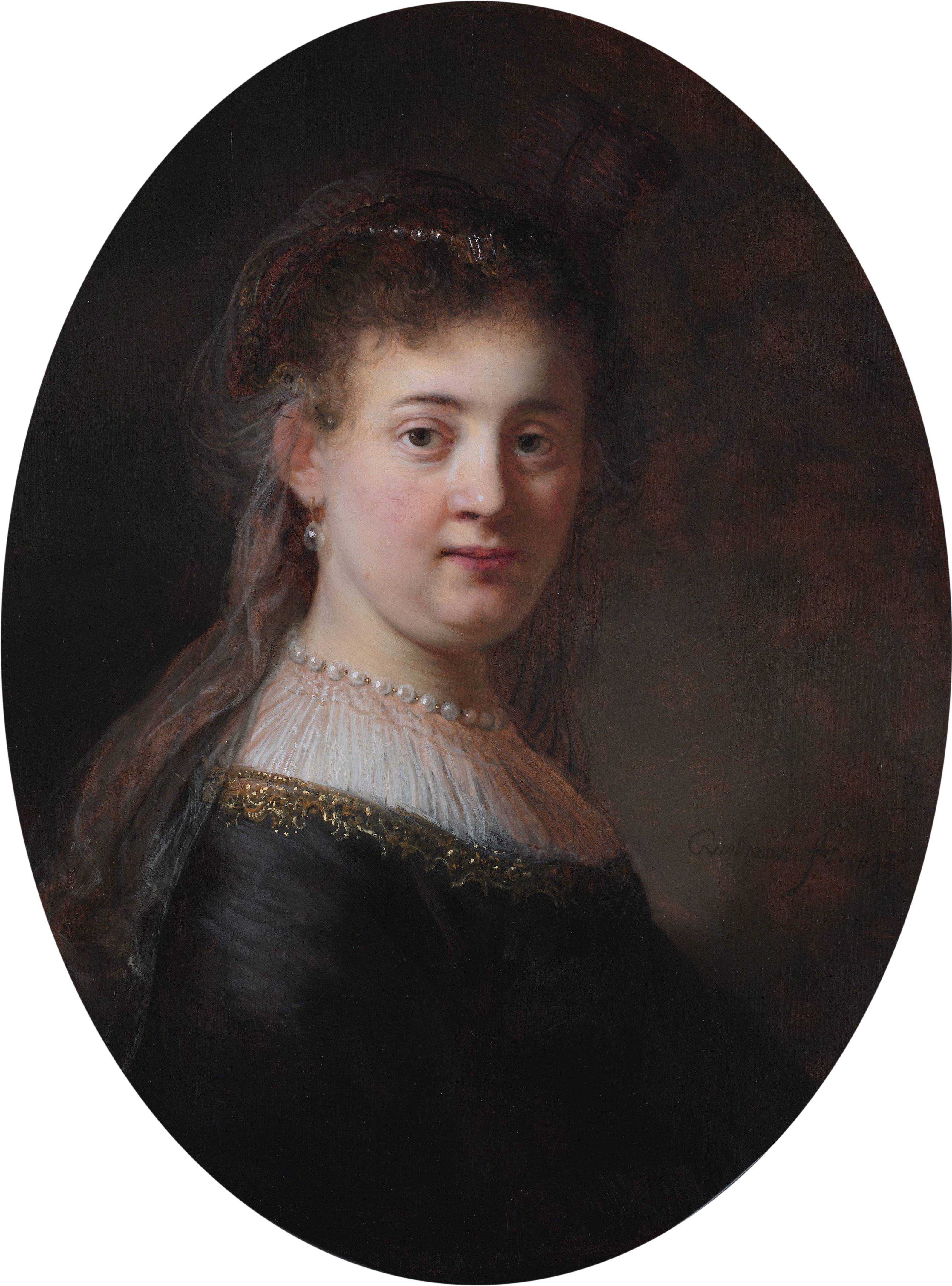
Saskia w welonie
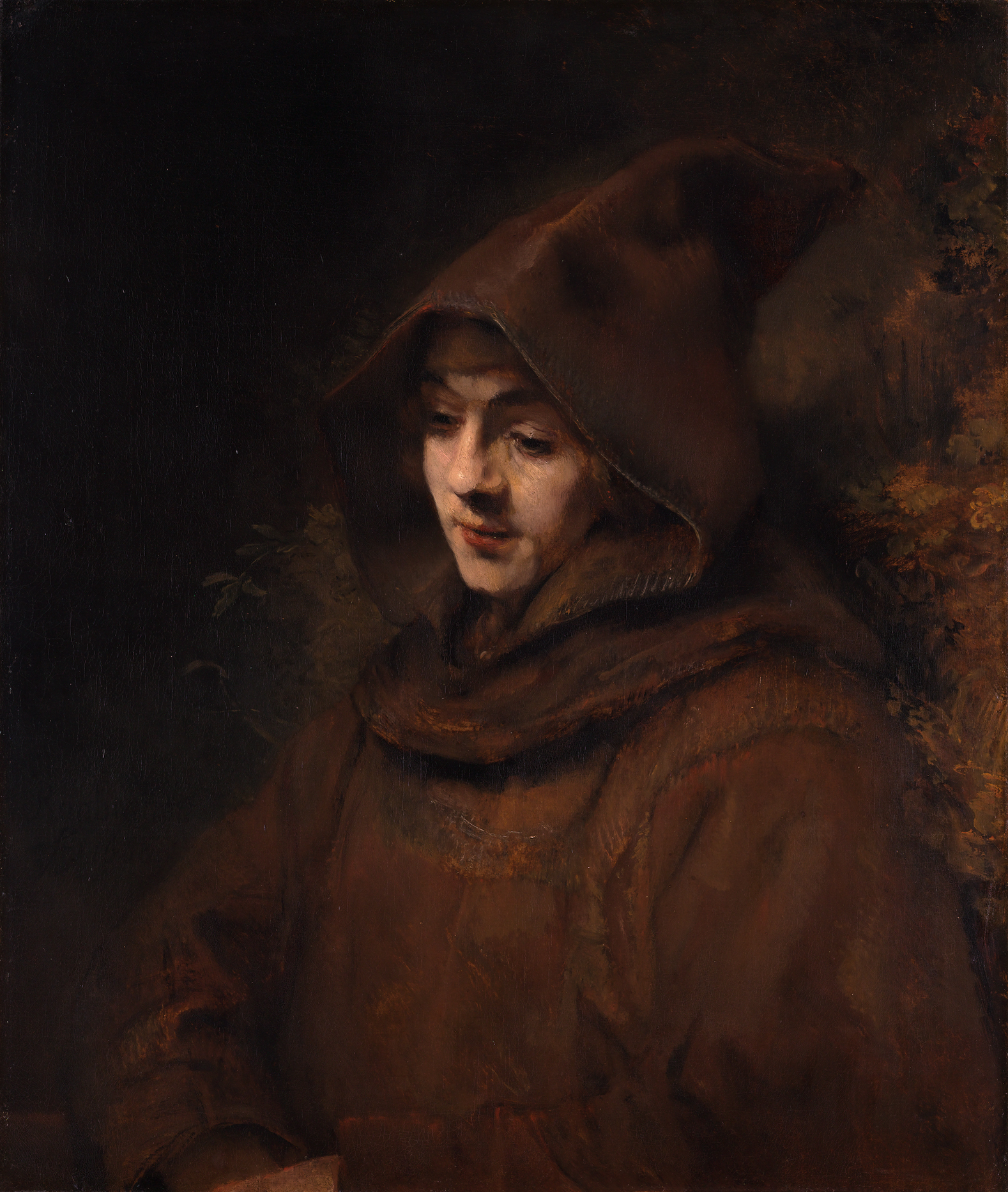
Portret Tytusa w habicie mnicha
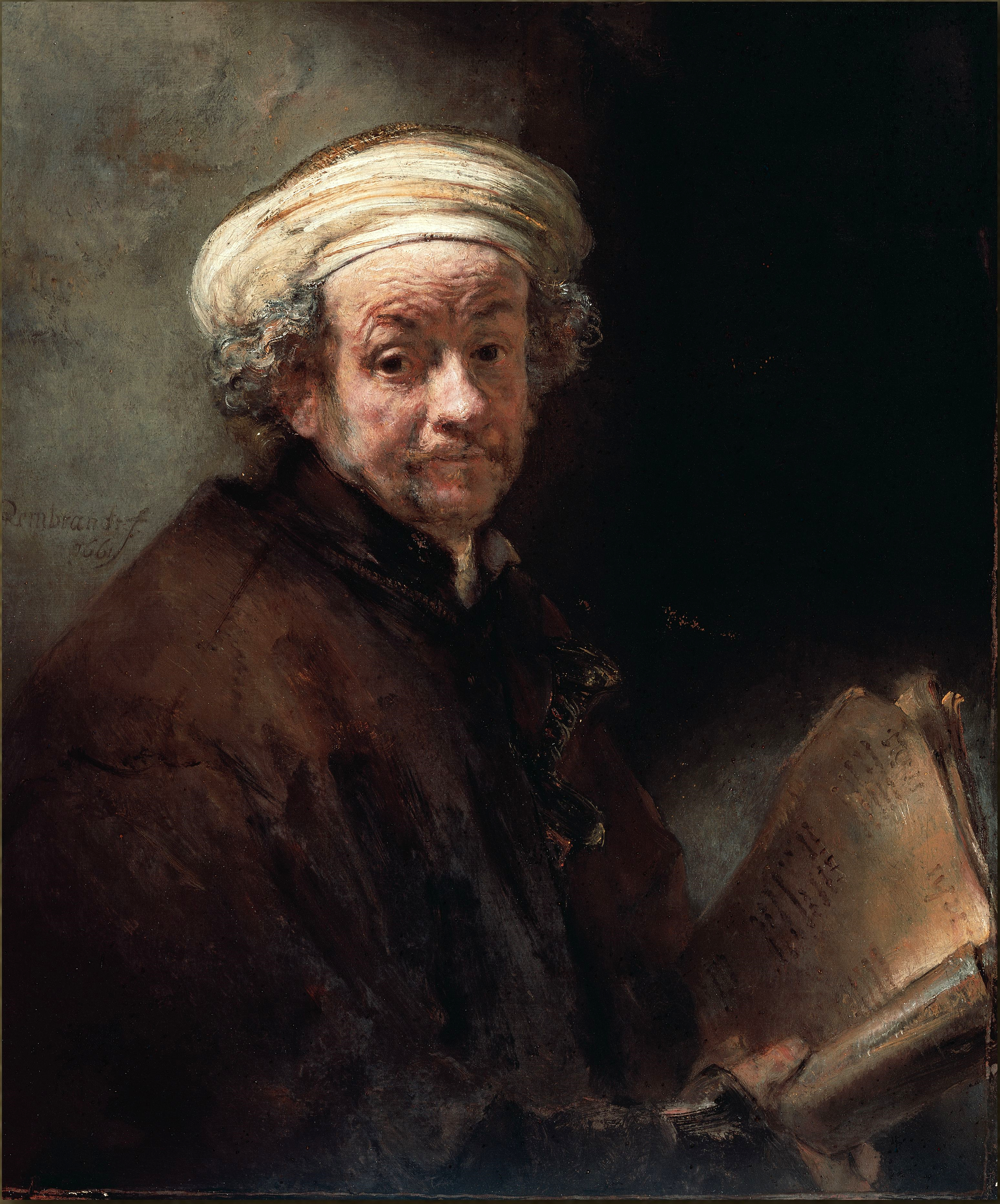
Autoportret
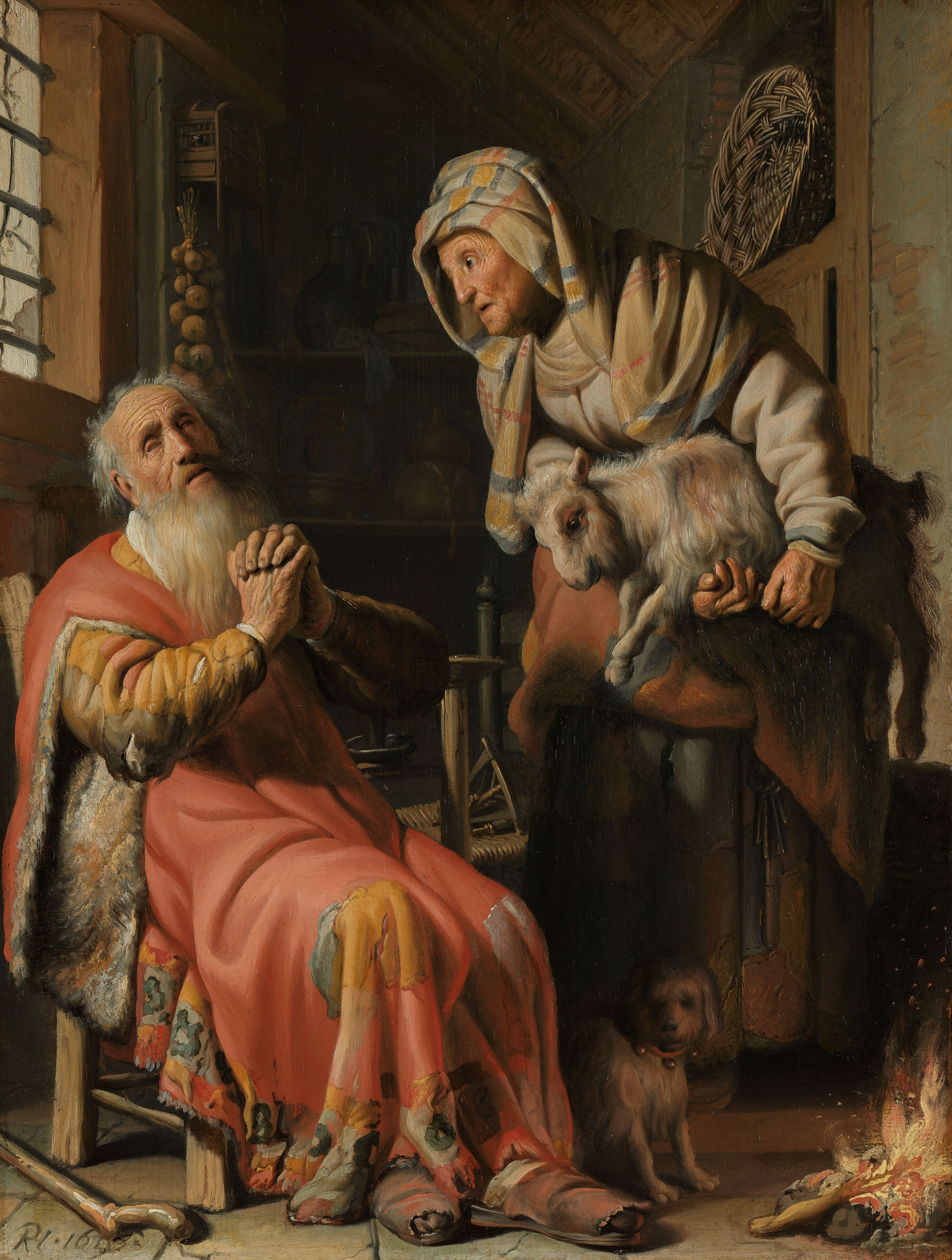
Tobiasz, Anna i koza
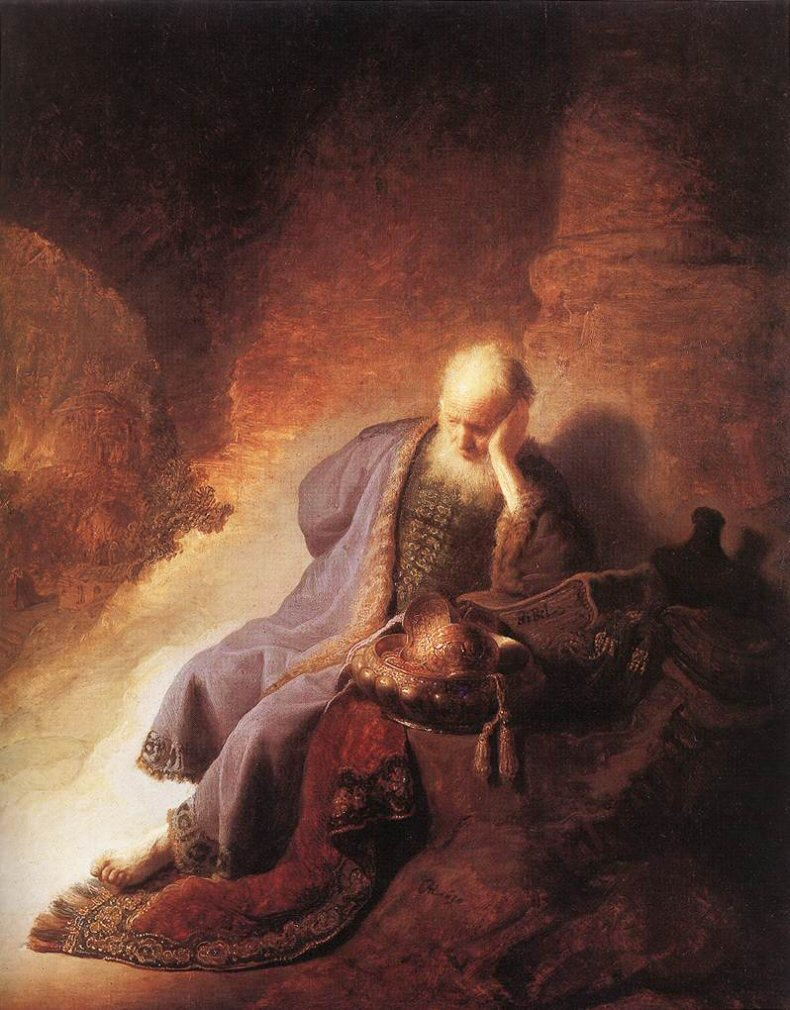
Jeremiasz opłakujący zburzenie Jerozolimy (1630)

### Jan Vermeer

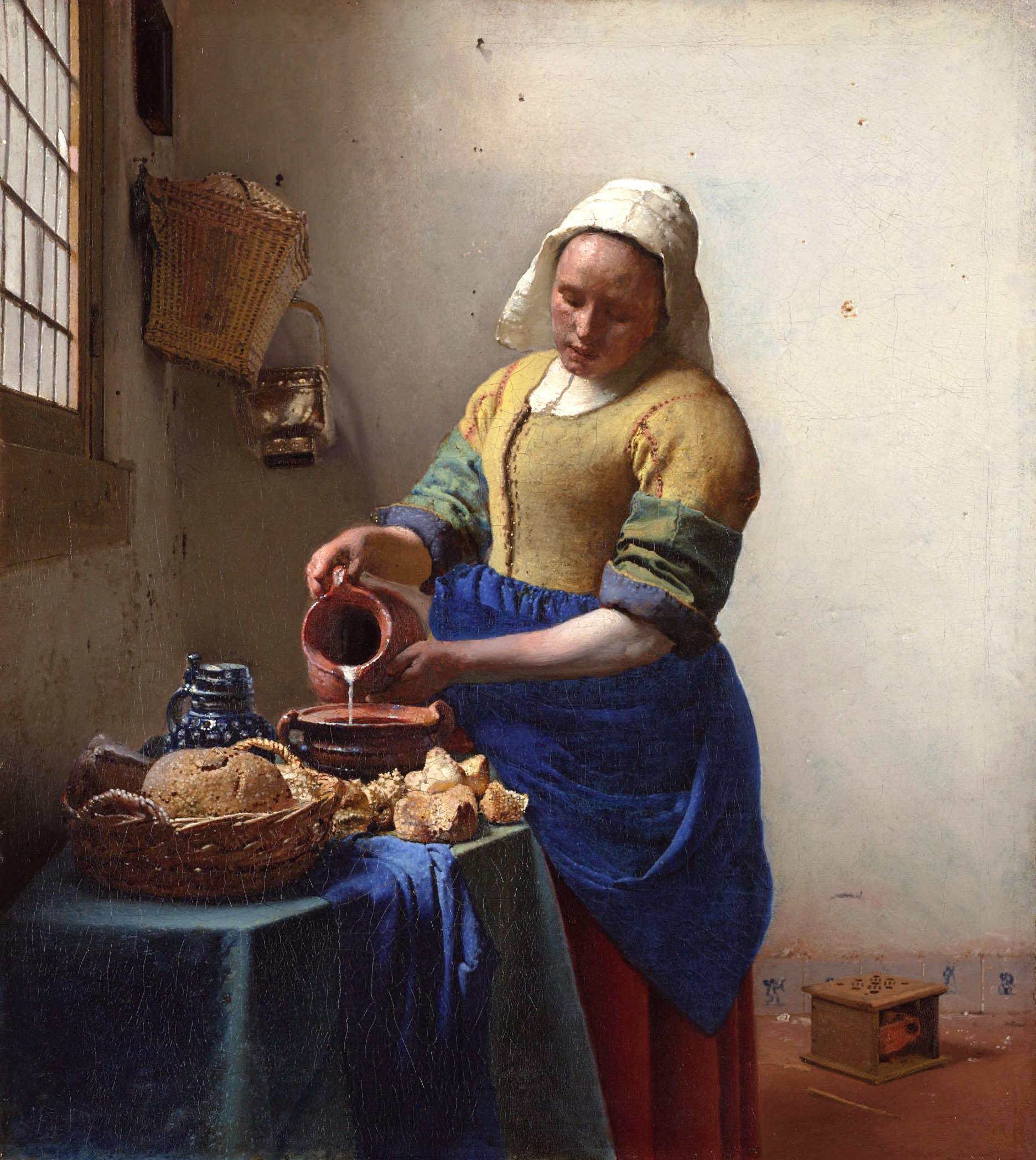
Mleczarka (ok. 1660)
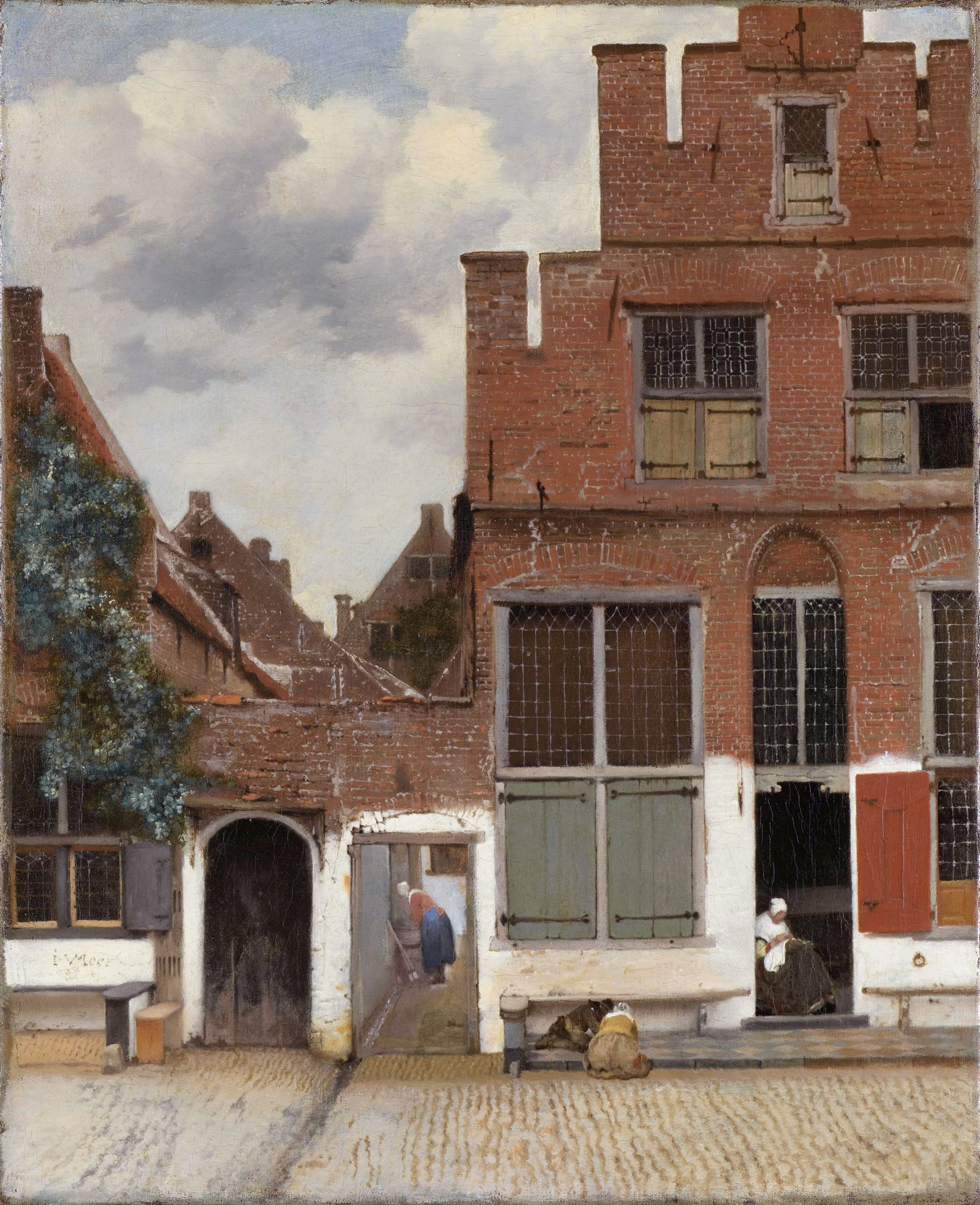
Uliczka (1657-1658)
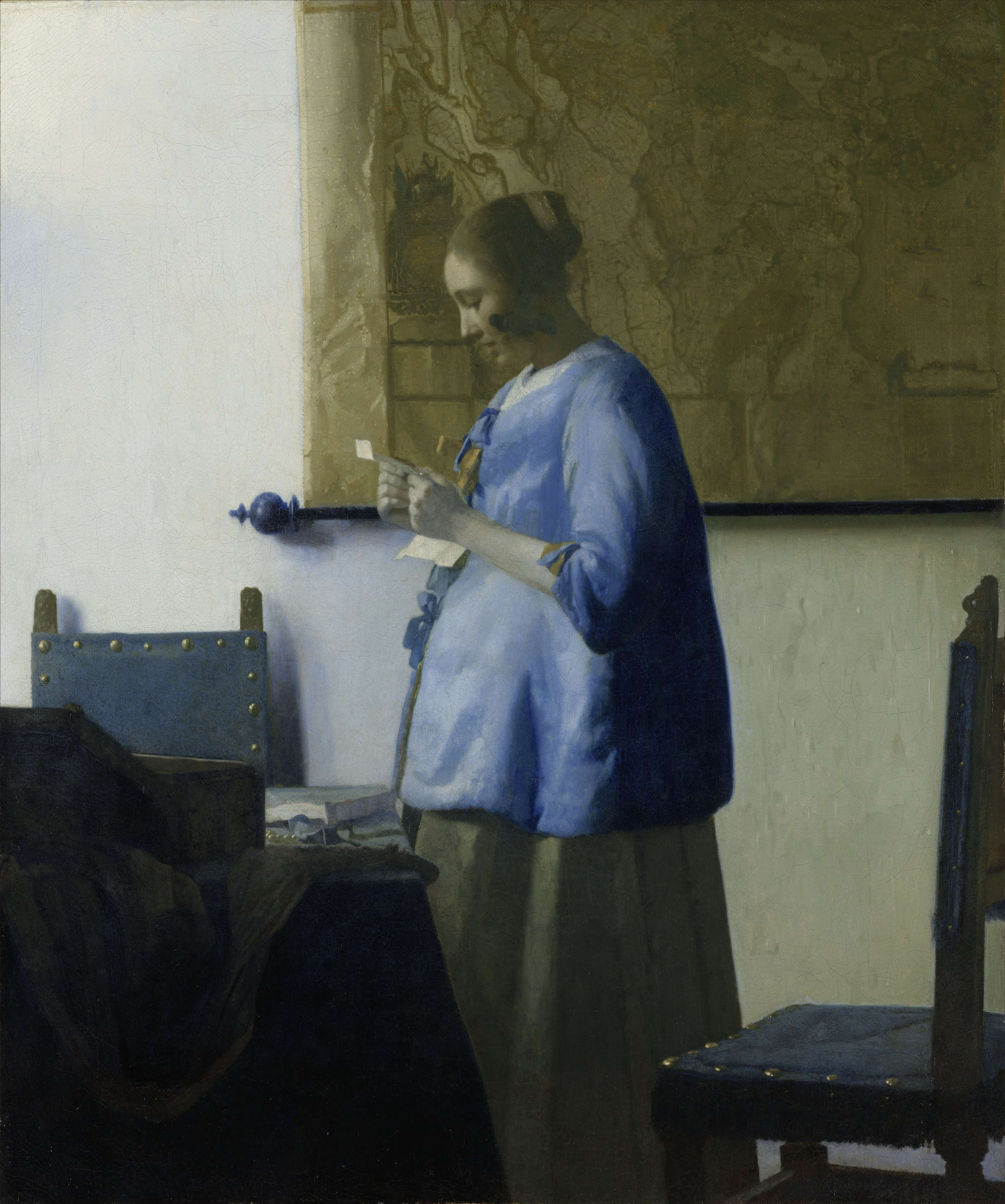
Kobieta w błękitnej sukni (ok. 1663-1664)
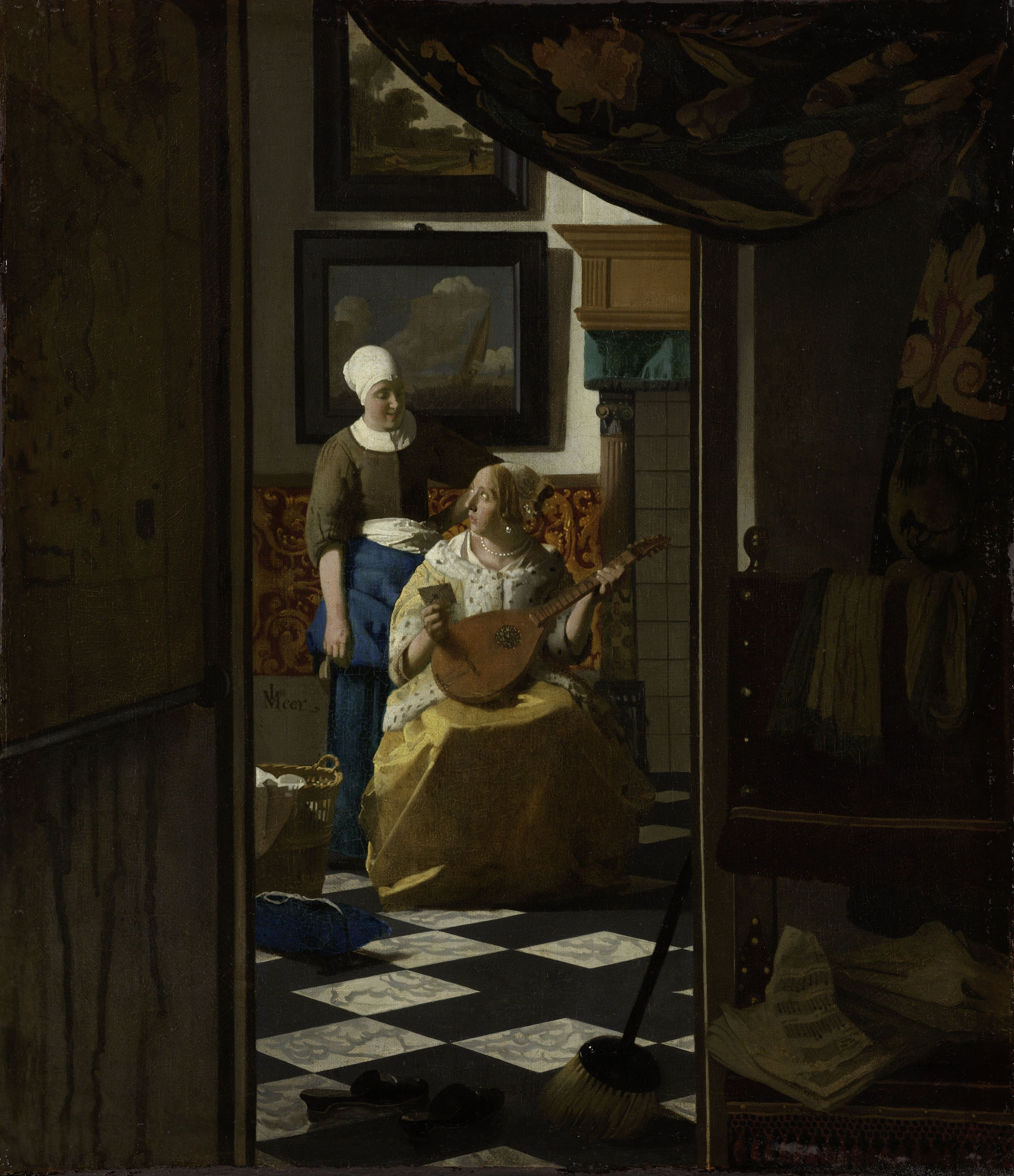
List miłosny (ok. 1669)

### Frans Hals

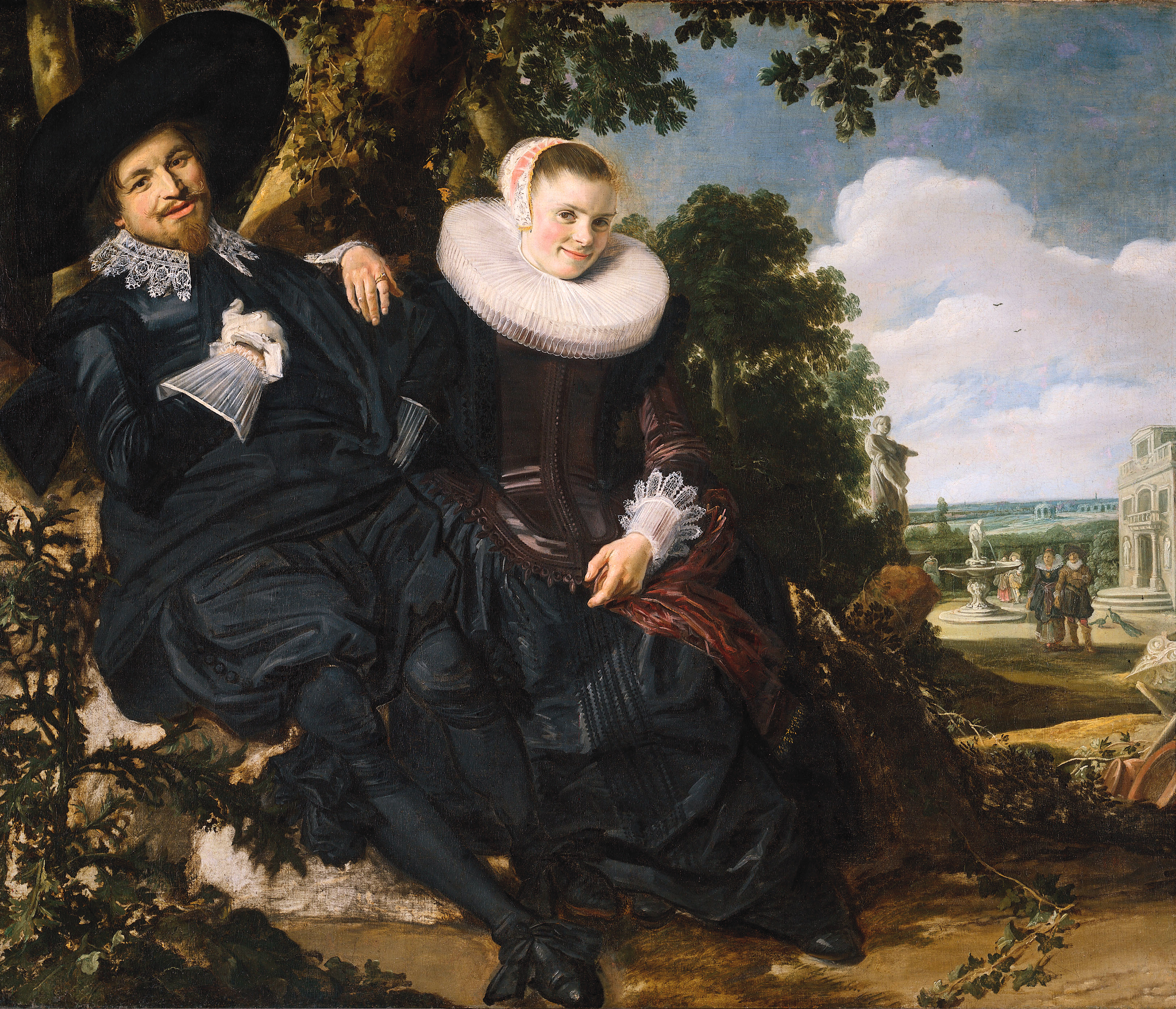
Portret młodej pary
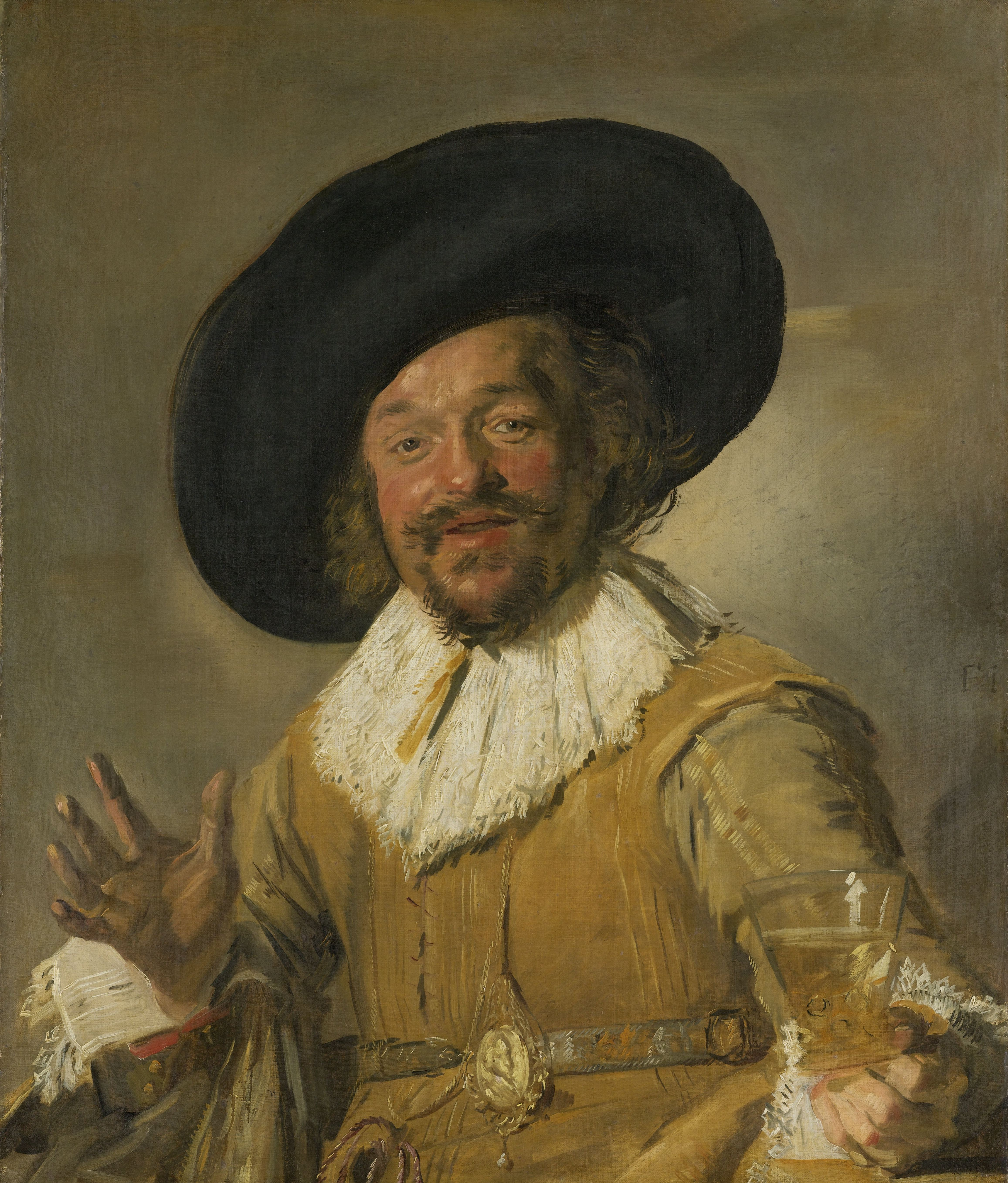
Wesoły pijak
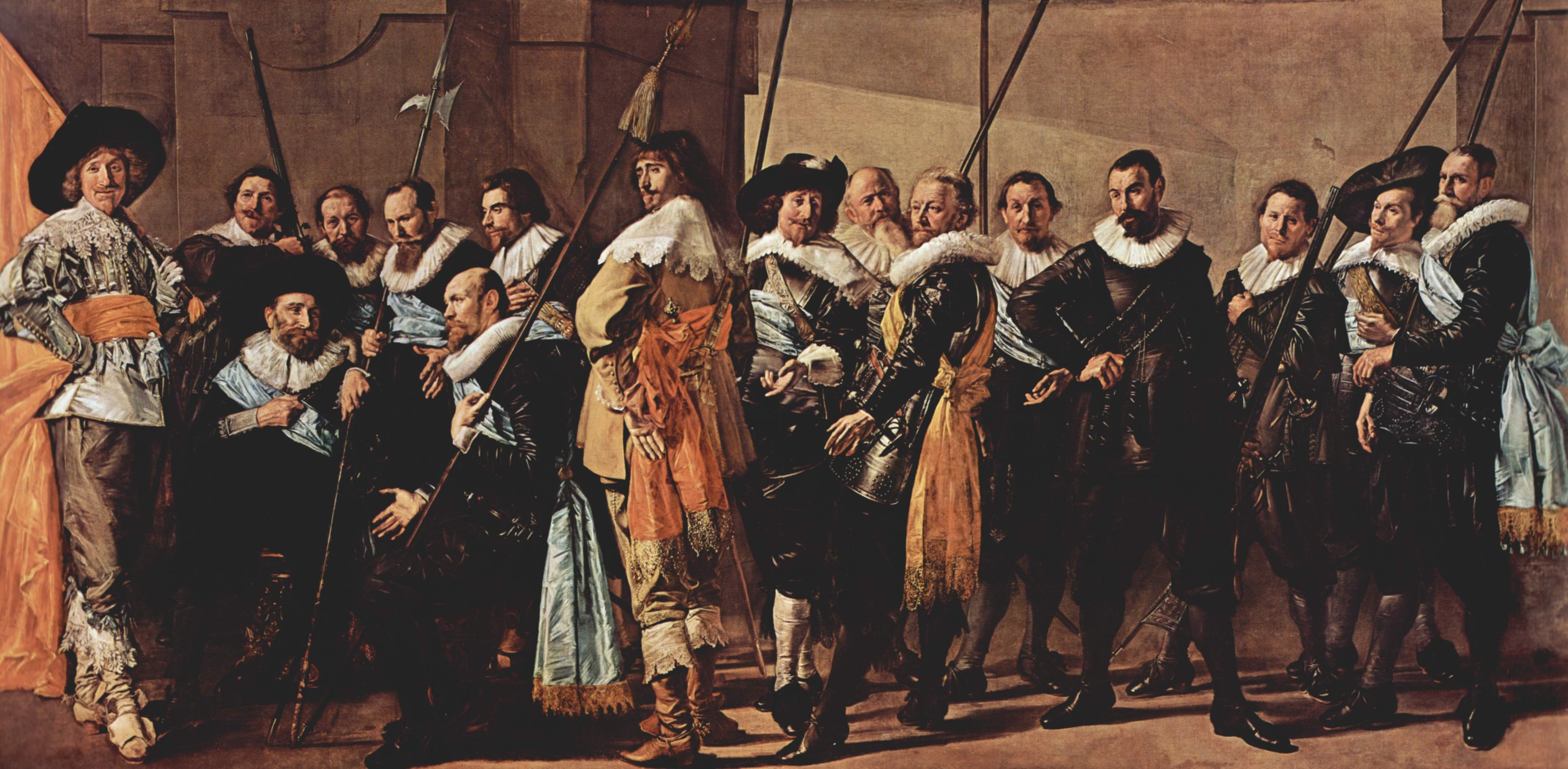
The Company of Reynier Real
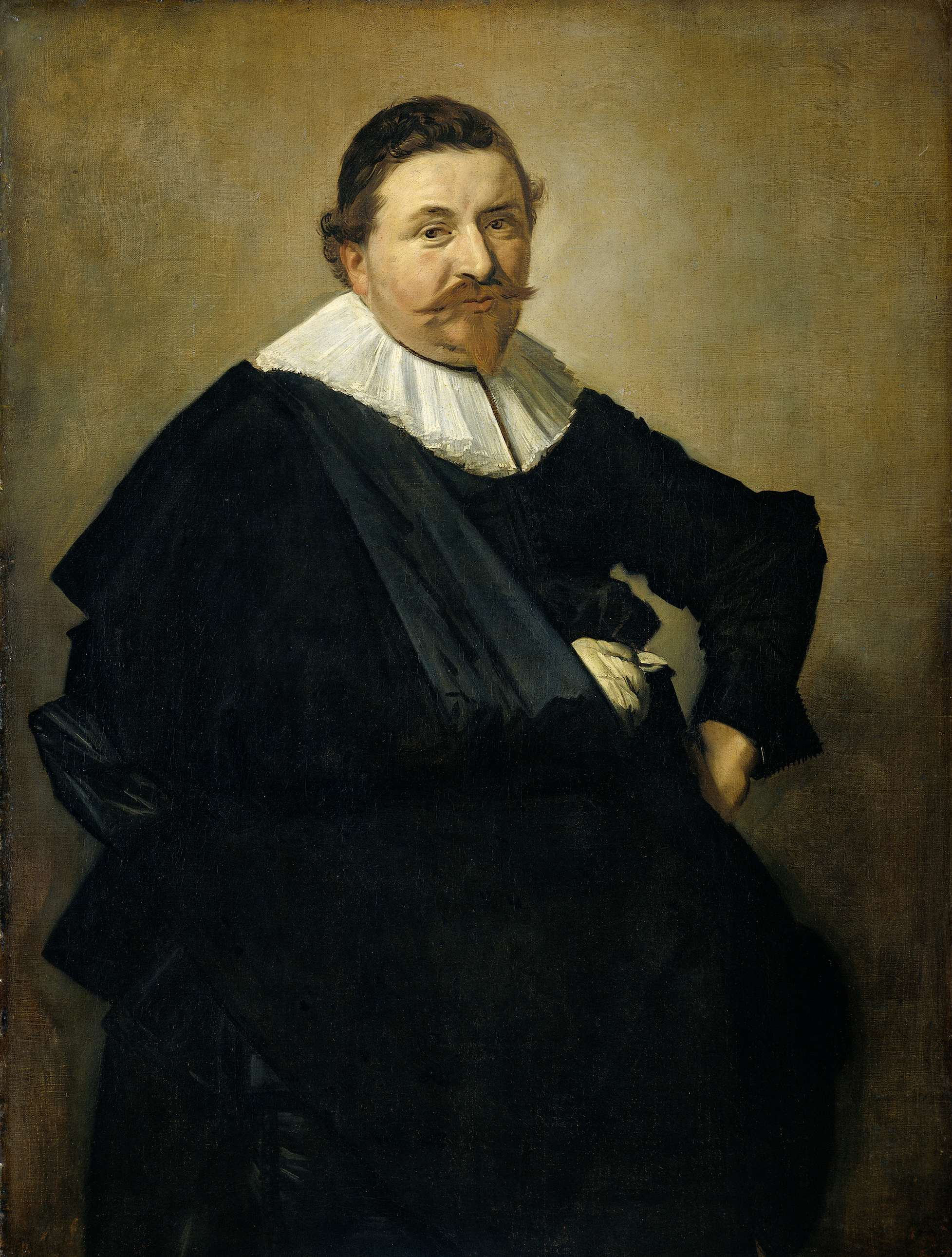
Portret Lucasa De Clercqa
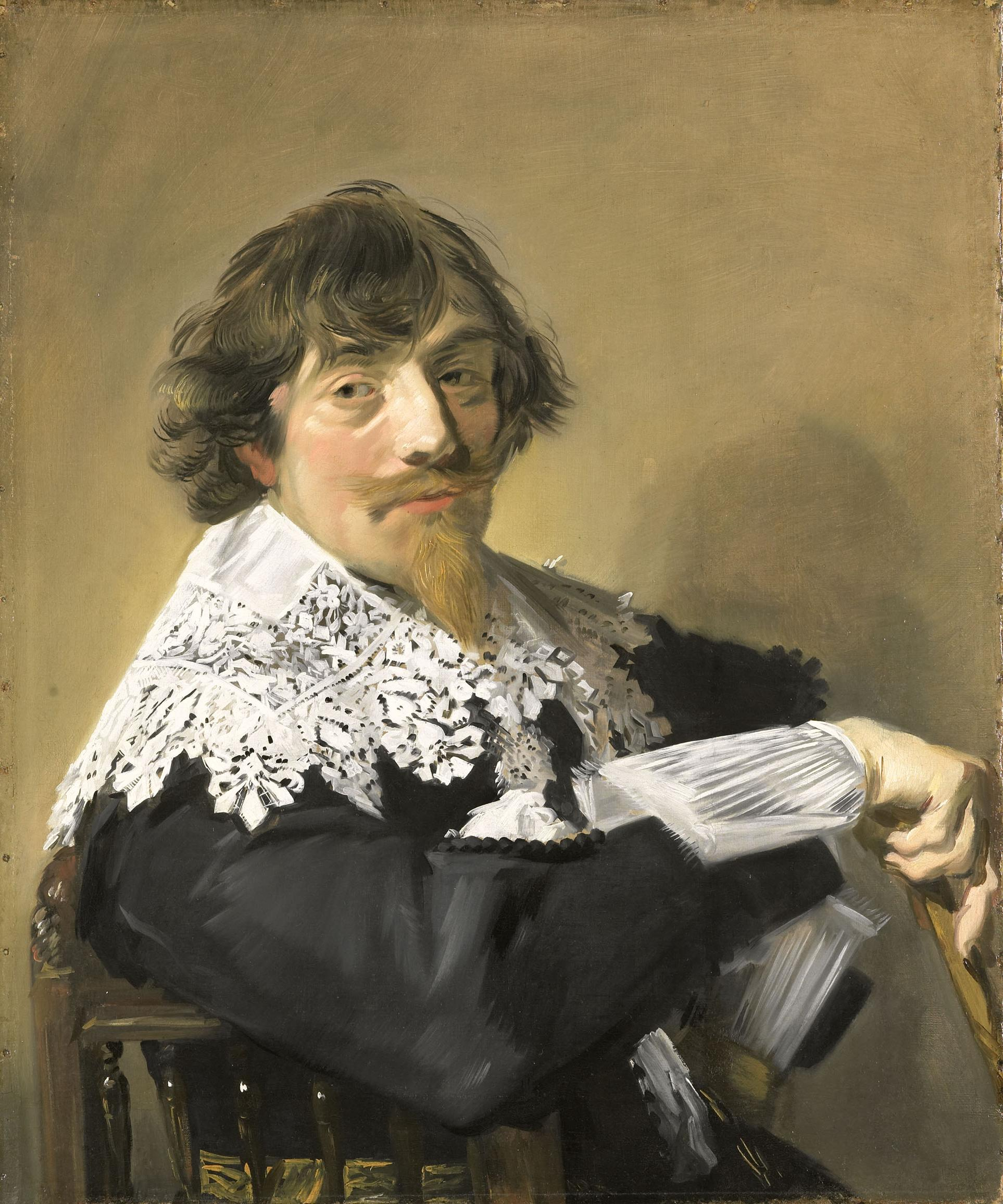
Portret Nicolaesa Hasselaera
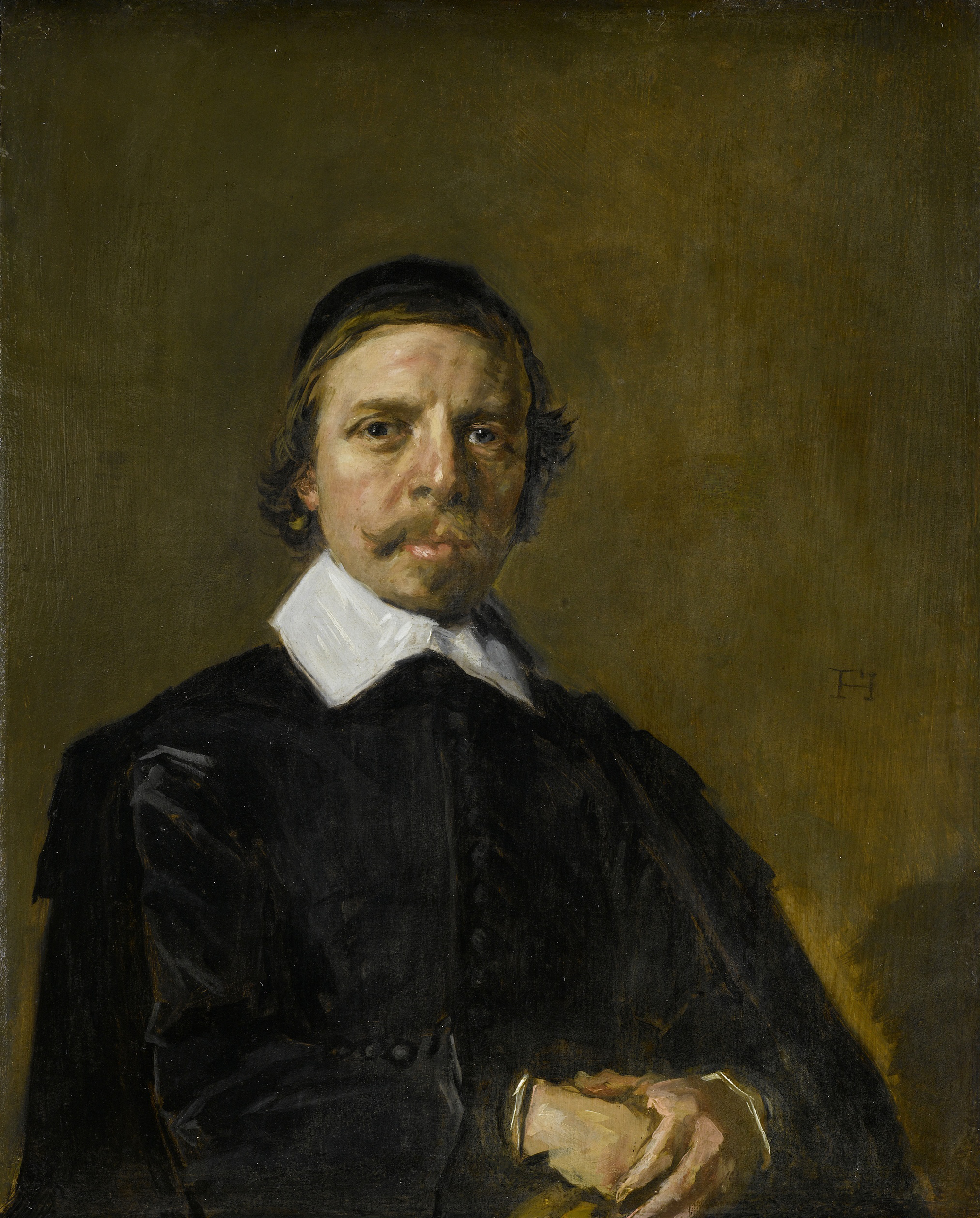
Portret mężczyzny

### Jan Willem Pieneman

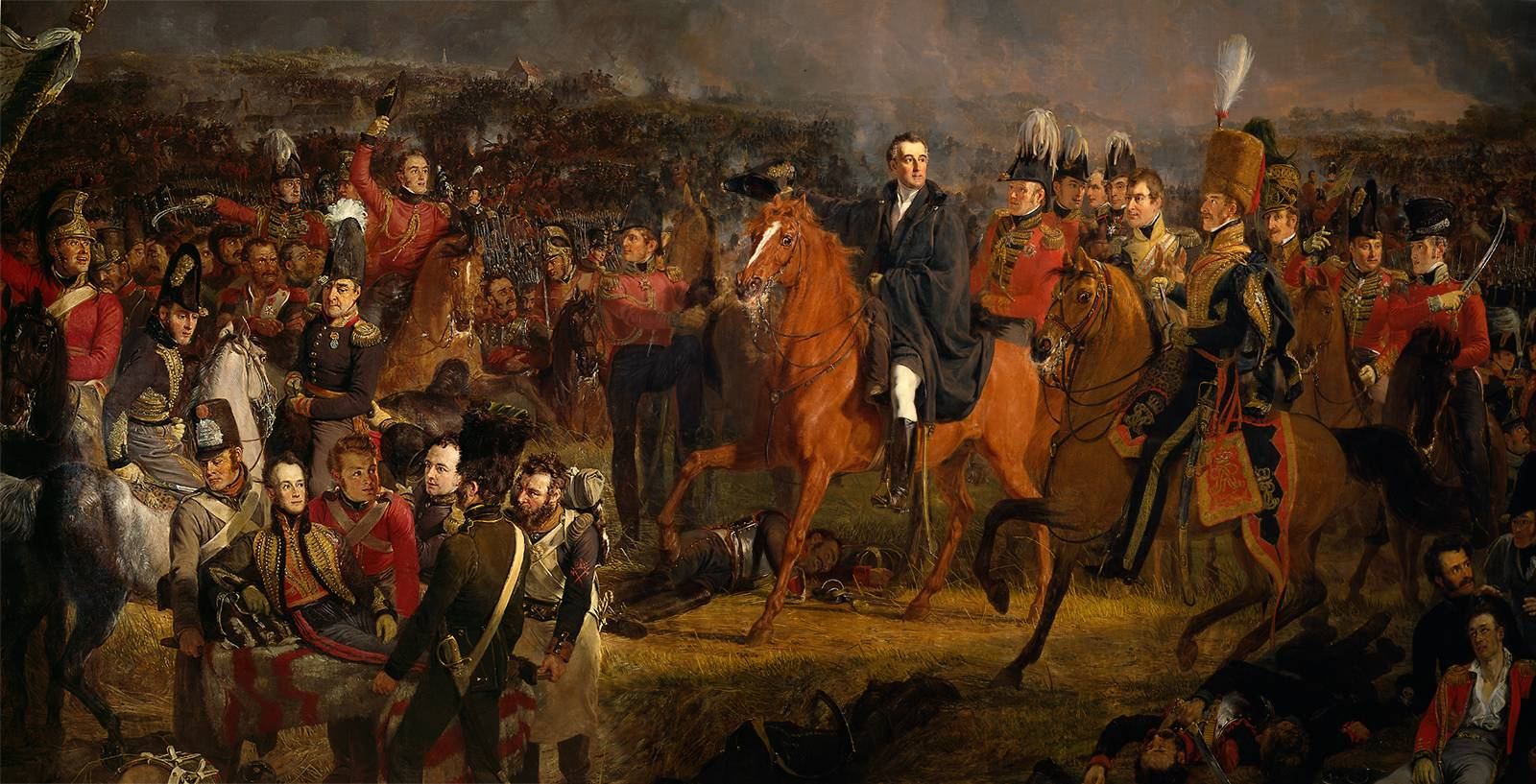
Bitwa pod Waterloo

### Hendrik Voogd

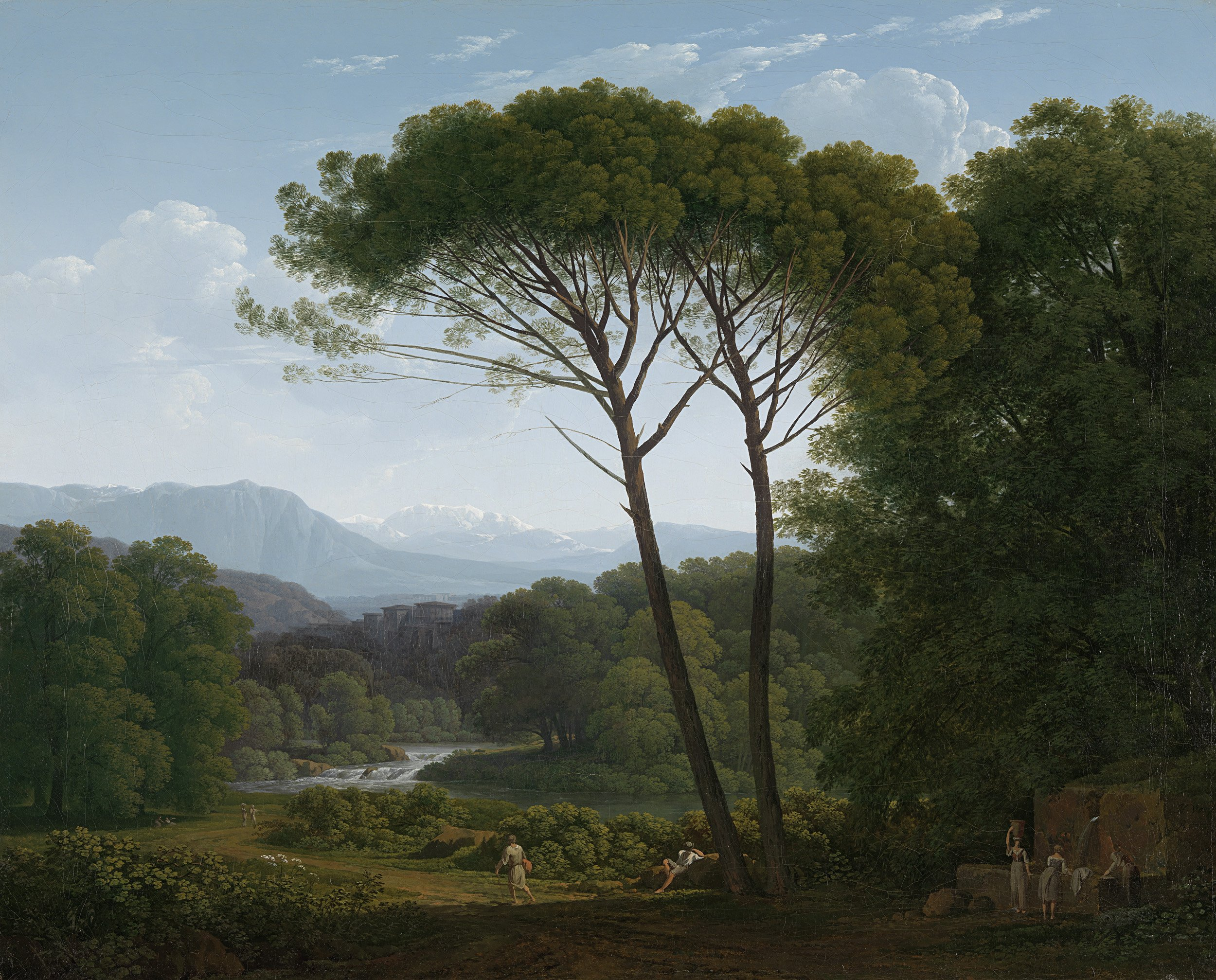
Włoski krajobraz z sosnami (1795)
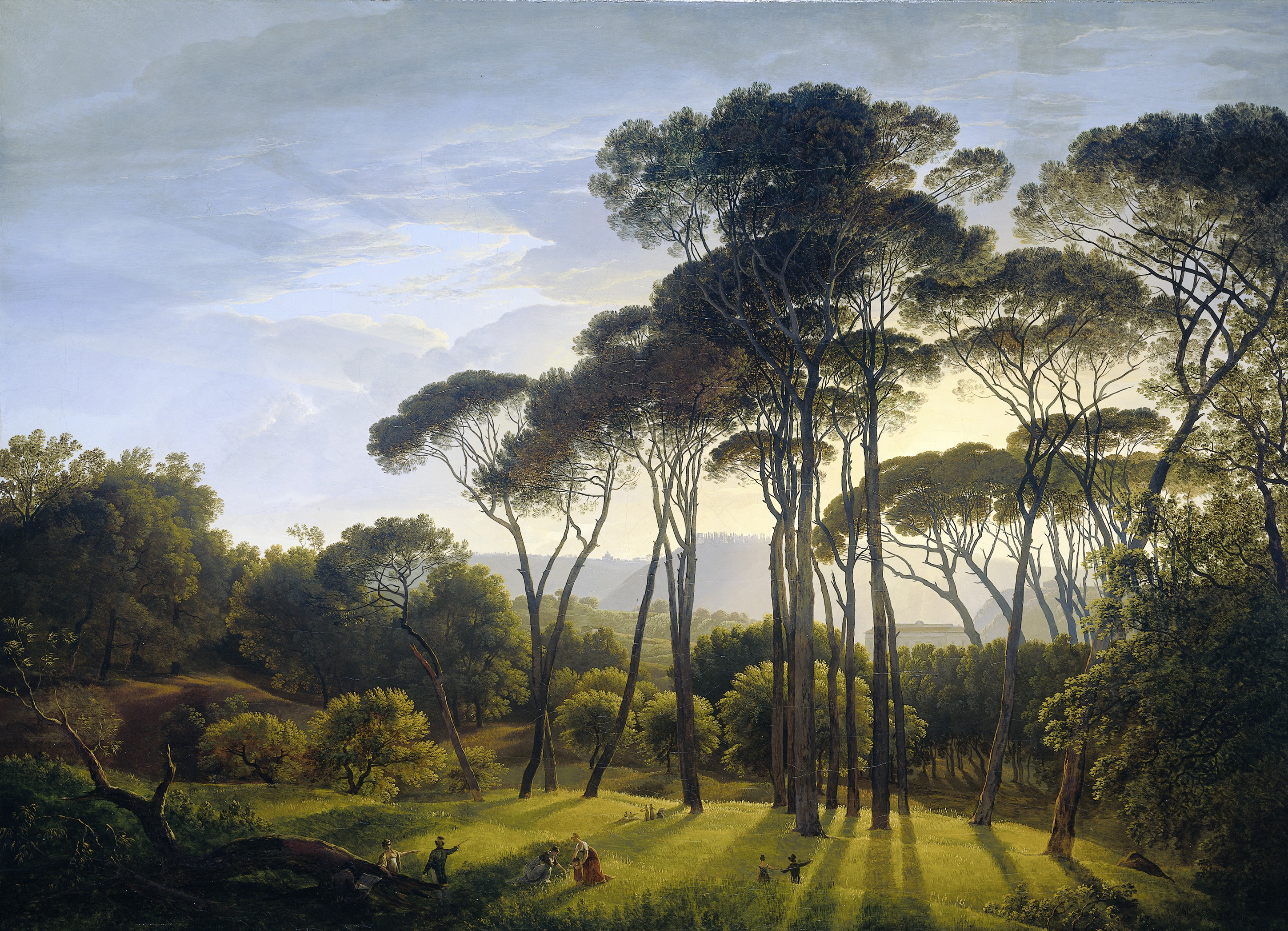
Włoski krajobraz z parasolem sosen (1807)